# ヨハネス・アーフロット
ヨハネス・アーフロット（Johannes Amundsson Aarflot、1824年10月29日– 1891年11月3日）は、ノルウェーの実業家であり、ノルウェー議会の議員であった。
アーフロットは、ノルウェーのムーレ・オ・ロムスダール県にある農場で生まれた。彼はAmundKnutsson Aarflot（1788–1860）と、ハウゲの伝統のキリスト教賛美歌作家であったベルテ・アーフロット（1795–1859）の息子であった。 1841年から彼はオーレスンの書店の従業員を務め、1860年、彼は自分の書店Aarflots Bokhandel（現在はArk Aarflot）をオープンした   。
また、ヨハネスは1861年にオーレスンの市議会の一員であり、1864年、1876年から81年、1883年から91年に町の市長を務めた。 彼はまた、1870年から地区調停委員会(Forlikskommissær) の和解委員(Forliksråd ) の1人を務めた。
Aarflotは保守党からノルウェー議会のメンバーになり、4期（1868-1869、1871–1873、1880–82、1889-1891）にオーレスンオグモルデを代表した   。

## その他の情報源
- Grytten, Ola H. (2010). Andresen, Nils A.. ed. “Protestantisk etikk og entreprenørskapets ånd” (Norwegian). Minerva (Oslo: Conservative Students' Association) 86 (4):  72. ISSN 0805-7842. OCLC 477895639.